# Vestfold fylke
Vestfold fylke är ett fylke i sydöstra Norge. Det gränsar mot Telemark fylke i väster, Buskerud fylke i norr samt, genom maritim gräns, Akershus fylke i nordöst och Østfold fylke i öster. Det är Norges i areal mätt, näst Oslo landets minsta fylke och ligger längs Oslofjordens västsida. Staden Tønsberg utgör fylkets residensstad.

## Administrativ historik
Den 1 januari 2020 inrättades Vestfold og Telemark fylke, bildat genom sammanslagning av Telemark fylke och Vestfold fylke. Svelviks kommun uppgick dock i Drammens kommun i Viken fylke (nuvarande Buskerud fylke). Den 1 januari 2024 återupprättades Vestfold fylke när Vestfold og Telemark fylke delades och upplöstes.

## Kommuner

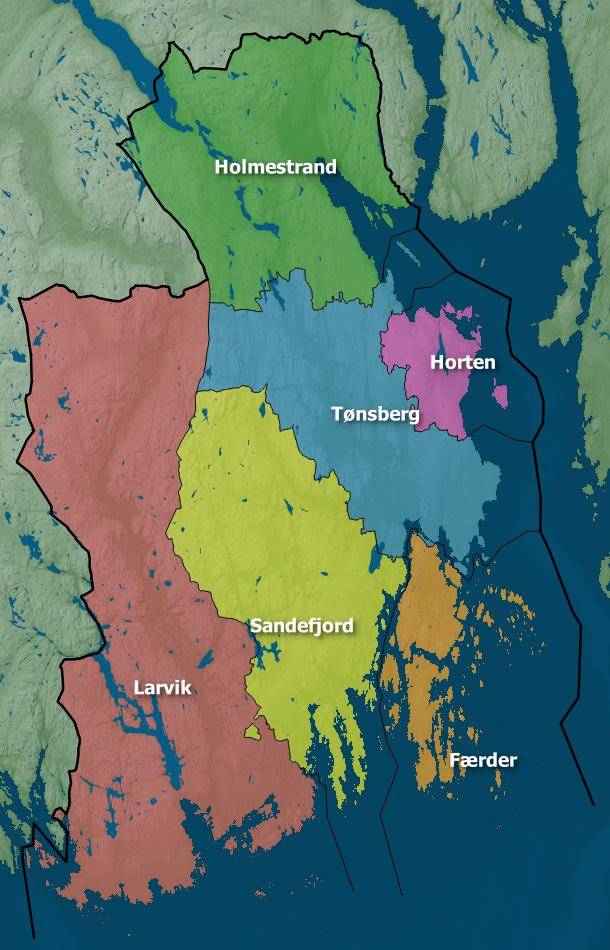
Kommuner i Vestfold fylke sedan återupprättelsen 2024.

Sedan återupprättandet den 1 januari 2024 finns det sex kommuner i Vestfold fylke:
|  | Kommunnummer | Kommunnamn          | Centralort  |
|  | ------------ | ------------------- | ----------- |
|  | 3901         | Hortens kommun      | Horten      |
|  | 3903         | Holmestrands kommun | Holmestrand |
|  | 3905         | Tønsbergs kommun    | Tønsberg    |
|  | 3907         | Sandefjords kommun  | Sandefjord  |
|  | 3909         | Larviks kommun      | Larvik      |
|  | 3911         | Færders kommun      | Borgheim    |

## Fylkets tätorter kommunvis
| Færders kommun - Glomstein - Hvasser - Kjøpmannsskjær - Tjøme - Tønsberg – Huvuddelen i Tønsbergs kommun - Årøysund Holmestrands kommun - Berger – Huvuddelen i Drammens kommun - Drammen – Huvuddelen i Drammens kommun - Ekeberg - Gullhaug - Hof - Holmestrand - Klevjer - Sande - Selvik - Sundbyfoss Hortens kommun - Horten - Nykirke - Skoppum - Åsgårdstrand – En mindre del i Tønsbergs kommun Larviks kommun - Helgeroa/Nevlunghamn - Hem - Kvelde - Larvik - Stavern - Svarstad - Tveteneåsen - Verningen | Sandefjords kommun - Andebu - Fossnes - Høyjord - Kodal - Melsomvik - Sandefjord - Sem – Huvuddelen i Tønsbergs kommun - Stokke - Vear – Huvuddelen i Tønsbergs kommun - Barkåker - Gretteåsen - Kirkevoll/Brekkeåsen - Linnestad - Revetal/Bergsåsen - Sem – En mindre del i Sandefjords kommun - Skjeggestadåsen - Solerød - Tønsberg – En mindre del i Færders kommun - Vear – En mindre del i Sandefjords kommun - Vollen - Åsgårdstrand – Huvuddelen i Hortens kommun |

## Städer
I Vestfold fylke finns sju städer:
- Holmestrand
- Horten
- Larvik
- Sandefjord
- Stavern
- Tønsberg (residensstad)
- Åsgårdstrand